# Ужгород (торт)

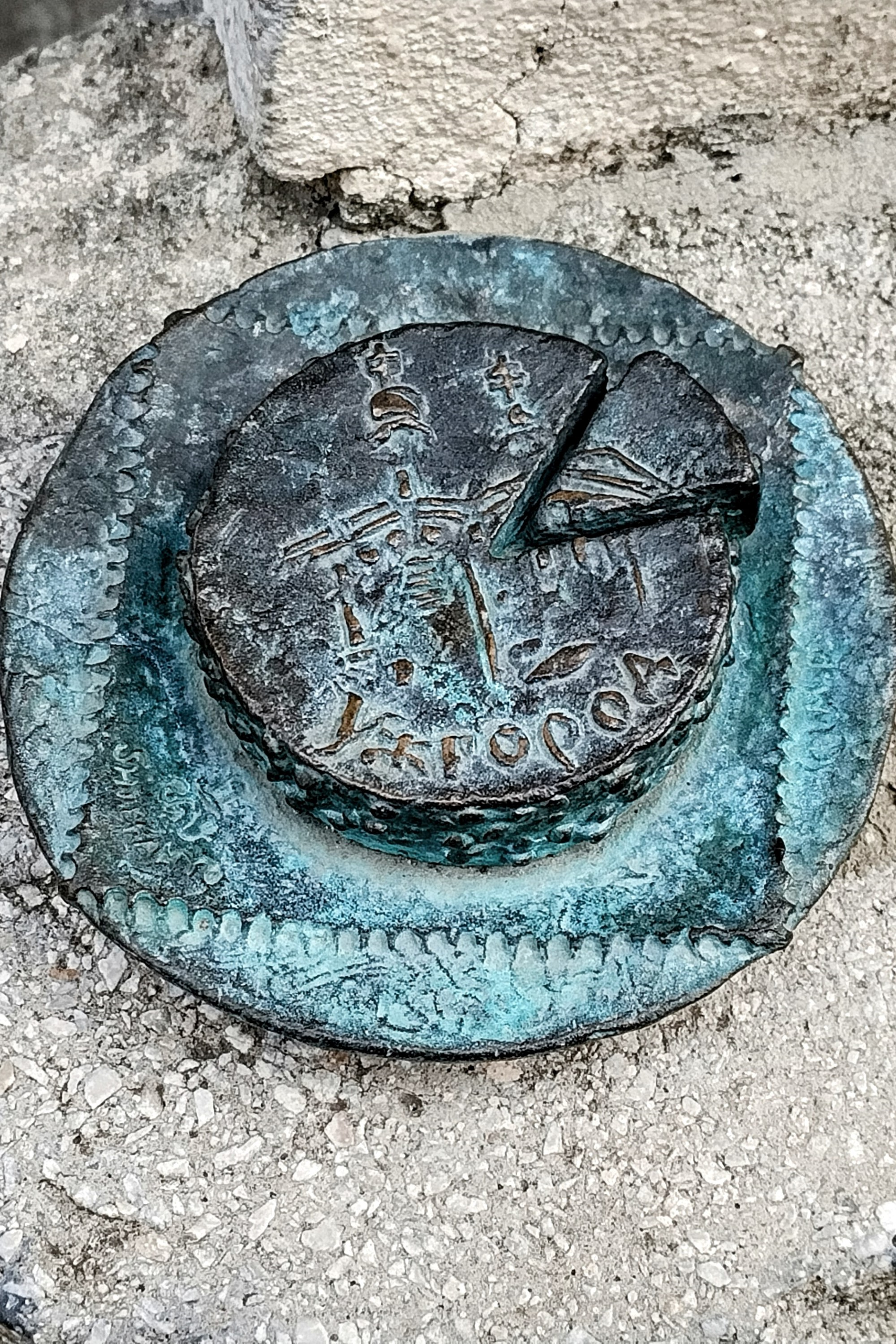
Мініскульптура торт "Ужгород", на розі вул. А. Волошина і Театральній площі біля Ужгородського національного університету

Торт «Ужгород» — сувенірний торт та солодка візитівка міста Ужгород Закарпатської області, створений відомим українським кондитером Валентином Штефаньо. 

## Опис
Невеликий торт вагою в 410 г який створено на основі десерту «Моранг» (печене безе з фундуком). Початково задумувався як вдосконалена версія «Київського торта». Основа торту незмінна з 2010 року. Торт зроблено без додавання борошна, на основі фундукового безе. Секрет приготування мусового крему тримається в таємниці, але відомо, що основними інгредієнтами є згущене молоко, вершкове масло та вершки. Верхній шар десерту прикрашає Ужгородський греко-католицький кафедральний собор.

## Скандал
Після того, як популярність торта зросла та попит почав перевищувати пропозицію, у 2017 році Валентин Штефаньо, аби не втратити якість торта «Ужгород», вирішив обмежити кількість виготовлення десерту та продавати торт лише в межах Закарпатської області. За словами кондитера, це стало причиною конфлікту з власниками виробничого цеху, які розраховували на розширення виробництва. Відтак з'явилися варіації оригінального торта «Ужгород» під тією самою назвою. У 2021 році суд підтвердив авторські права Валентина Штефаньо на винахід рецептури оригінального торта «Ужгород», і підтвердив що його сестра не є винахідником рецепту унікального десерту.

## Цікаві факти
- Станом на 2015 рік виготовлялося близько шести тисяч тортів на місяць для переважно локального споживання[1].
- У вересні 2021 року в Ужгороді з'явилася мініскульптура, присвячена торту «Ужгород». Вона була встановлена 27 вересня 2021 поруч з біологічним факультетом УжНУ з нагоди 10-ї річниці торта Ужгорода ( винахідником якого є - кондитер Валентин Штефаньо), свята Воздвиження Чесного Хреста та Всесвітнього дня туризму. Скульптор Роман Мурник.